# Grå ibis
Grå ibis (Theristicus caerulescens) är en sydamerikansk fågel i familjen ibisar inom ordningen pelikanfåglar.

## Utseende
Grå ibis är en 71–76 cm lång fågel, omisskännlig med sin mycket enhetligt blågråfärgade fjäderdräkt. På huvudet syns vit panna, en buskig tofs, rödaktigt öga och en lång och nedåtböjd grå näbb. Benen är röda.

## Läte
Arten är rätt ljudlig. Det oftast hörda lätet består av en serie snabba högljudda kacklande toner, "kah-kah-kah-kah-kah-kah-kah", på slutet något fallande i tonhöjd. Även låga stönande "ko-rro-rroh" kan höras.

## Utbredning och systematik
Fågeln förekommer i låglänta områden från södra Brasilien till Bolivia, Paraguay och nordöstra Argentina. Den behandlas som monotypisk, det vill säga att den inte delas in i några underarter.

## Levnadssätt
Denna art hittas i öppna, gräsrika miljöer på både fuktig och torr mark. Den påträffas i betesmarker, savann, risfält, våtmarker och tidvis översvämmade områden. Fågeln födosöker ensam eller i par på jakt efter insekter och mollusker.

### Häckning
Arten häckar parvis, alltså inte i kolonier, i exempelvis Pantanal i Brasilien i augusti–september. Den bygger ett bo av kvistar i ett träd nära vatten. Däri lägger den två till tre ägg som ruvas i 28 dagar.

## Status och hot
Arten har ett rätt stort utbredningsområde och beståndet anses stabilt. Inga betydande hot tros heller föreligga mot arten. Internationella naturvårdsunionen IUCN listar den därför som livskraftig (LC). I Pantanal har äggpredation har noterats från kapuciner (Cebus apella) och större svartvråk (Buteogallus urubitinga).